# Ricard Terré
Pour les articles homonymes, voir Terré.
Ricard Terré, né à Sant Boi de Llobregat le 5 juillet 1928 et mort le 29 octobre 2009, est un photographe espagnol.

## Biographie
Ricard Terré a étudié à l'école des hautes études de commerce de Barcelone.
Il a débuté comme peintre et caricaturiste et s'est tourné vers la photographie en 1955.
Il rencontra à Barcelone d'autres photographes tels Xavier Miserachs et Ramón Masats.
En 1958, il rejoint le groupe AFAL (Agrupación Fotográfica de Almería), dont il sera membre du comité de direction.
Terré est influencé par quelques photographes dont Robert Frank, William Klein, Henri Cartier-Bresson et William Eugene Smith.
Il s'éloigna de la photographie pendant une longue période à partir de 1960, pour y revenir en 1982 et participer à de nombreuses expositions.

## Prix et récompenses
- 2008, prix Bartolomé Ros pour l'ensemble de son œuvre.

## Collections principales
- Musée d'Art moderne, Espíritu Santo, Brésil
- Musée Folkwrang, Essen
- Centre andalou de la photographie, Almeria
- Musée Reina Sofía, Madrid
- Musée d'art moderne de Valence (Espagne)
- École nationale de la photographie, Arles
- Château d'eau de Toulouse
- Musée de la photographie de Charleroi
- Bibliothèque nationale de France
- Musée d'art, Houston
- Maison européenne de la photographie, Paris

## Expositions notables
premières
- 1961, Terré, Sala Foto Club, Vigo
- 1962, Ateneo de Madrid

récentes
- 1991, Casa Das Artes e Historia, Vigo
- 1992, Buenos Aires
- 1993, Ricard Terré, Fotografías 1956-1992, Barcelone
- 1994,  Estar al quite, Galerie Arena, L'École Nationale de la Photographie, Arles
- 1996, Expositions itinérantes organisées par la Caixa
- 1997, Rencontres d'Arles
- 1998, Romans, France
- 2000-2001, Rétrospective, Galerie VU, Mois de la Photo
- 2001, RICARD TERRÉ, Maison Jacques Prévert, Dieppe
- 2007, 
  - Galerie VU, Paris
  - Festival international de photographie, Lodz, Pologne
- 2008, Regarde ! Des enfants, Montpellier (collective)

## Publications
- Ricard Terré, éditions Fondation La Caixa, 1996,  (ISBN 978-84-7664-523-9)
- Ricard Terré, éditions La Fabrica, 2001,  (ISBN 84-95471-16-7)